# Golub-Dobrzyń (comune rurale)
Golub-Dobrzyń è un comune rurale polacco del distretto di Golub-Dobrzyń, nel voivodato della Cuiavia-Pomerania.
Ricopre una superficie di 197,45 km² e nel 2004 contava 8 062 abitanti.
Il capoluogo è Golub-Dobrzyń, che non fa parte del territorio ma costituisce un comune a sé.